# Trachurus indicus
Trachurus indicus är en fiskart som beskrevs av Nekrasov, 1966. Trachurus indicus ingår i släktet Trachurus och familjen taggmakrillfiskar. Inga underarter finns listade i Catalogue of Life.
Exemplaren blir upp till 38,6 cm långa.
Denna fisk förekommer i havet kring Arabiska halvön samt söderut till norra Kenya och ön Agalega samt österut till västra Indien. Den hittas vanligen 20 till 250 meter under havsytan. Fisken kan inte uthärda vattentemperaturer kallare än 20 °C. Exemplaren blir könsmogna efter ett år när de är 10 till 15 cm långa. Vid Oman sker fortplantningen mellan augusti och november. Trachurus indicus kan leva 3,5 år. Födan utgörs av kräftdjur och fiskyngel.
Beståndet hotas av intensivt fiske. Enligt uppskattningar minskar populationen med 30 till 50 procent över tre generationer. IUCN listar arten som sårbar (VU).